# Gnophos meridionalis
Gnophos meridionalis là một loài bướm đêm trong họ Geometridae.